# Cech panien kutnohorskich
Cech panien kutnohorskich (cz. Cech panen kutnohorských) – czechosłowacki czarno-biały film z 1938, komedia historyczna w reżyserii Otakara Vávry. Adaptacja sztuki scenicznej Ladislava Stroupežnickiego „Paní mincmistrová a Zvíkovský rarášek”.

## Obsada
- Zdeněk Štěpánek jako Mikuláš Dačický z Heslova
- Ladislav Pešek jako Očko, sługa Mikuláša
- Václav Vydra jako mincerz Vilém z Vřesovic
- Helena Friedlová jako Ludmila, żona Viléma
- František Smolík jako Tříska
- Jiřina Šejbalová jako Žofka, żona Tříski
- Zorka Janů jako służąca Třísków
- Theodor Pištěk jako wójt Vodňanský
- Antonie Nedošinská jako Vodňanská, żona wójta
- Elena Hálková jako Eva Vodňanská, córka wójta
- Gustav Hilmar jako krawiec Mládek
- Hana Vítová jako Alžběta Mládkova, córka krawca
- Adina Mandlová jako Rozina
- Bedřich Karen jako alchemik David Wolfram
- František Kreuzmann jako pan hofmajster Felix z Hasenburka
- Raoul Schránil jako adiutant pana Felixa
- Ladislav Boháč jako giermek Zdeněk
- Zvonimir Rogoz jako pisarz miejski
- Anna Steimarová jako stara panna
- Jaroslav Vojta jako ojciec Bonifác
- Božena Šustrová jako Máří
- Karel Dostal jako cesarz Rudolf II
- Otto Rubík jako Jan Dačický, brat Mikuláša
- Jaroslav Průcha jako górnik Jakub
- Václav Trégl jako kat
- Marie Ježková jako Babeta Sládková, głucha mieszczka
- Stanislav Neumann jako pan Alexy, urzędnik sądowy
- Jelizaveta Nikolská jako Cyganka
- Jan W. Speerger jako Janek
- Peter Lotar jako ławnik Labuška
- Vladimír Řepa jako ławnik Kaše
- Milada Smolíková jako żona ławnika Kaše
- Eva Prchlíková jako panna
- Světla Svozilová jako mieszczka
- František Roland jako żak
- Elsa Vetešníková jako służka
- Alois Dvorský jako strażnik więzienny

## Źródła
- Cech panien kutnohorskich w bazie IMDb (ang.)
- Cech panien kutnohorskich w bazie Filmweb
- Cech panen kutnohorských w bazie Kinobox.cz (cz.)
- Cech panen kutnohorských. w bazie ČSFD.cz. (cz.).
- Cech panen kutnohorských. w bazie FDb.cz. (cz.).